# خبي
| 河北省 = Héběi Shěng الاسم المختصر: 冀 = Jì  |                                                             |
| تبدو مقاطعة خبي باللون المغاير في هذه الصورة |                                                             |
| أصل التسمية                                  | 河 = hé = النهر الأصفر 北 = běi= الشمال "شمال النهر الأصفر" |
| نظام الإدارة                                 | مقاطعة                                                      |
| العاصمة                                      | شيجياتشوانغ                                                 |
| رئيس لجنة الحزب الشيوعي الصيني لـ"خبي"       | باي كيمنغ                                                   |
| الحاكم                                       | جي يونشي                                                    |
| المساحة                                      | 187,700 كلم² (الـ12)                                        |
| السكان (2002) - الكثافة السكانية             | 67,350,000 (الـ6) 359/كلم² (الـ11)                          |
| الناتج المحلي الخام (2002)                   | 612.3 مليار ¥ (الـ6)                                        |
| أهم القوميات (2000)                          | الهان - 96% مانتشو - 3% هوي - 0.8% المنغول - 0.3%           |

مقاطعة خبي (بالصينية: 河北) إحدى المقاطعات الداخلية لجمهورية الصين الشعبية. تقع مقاطعة خبي في شمال الصين، تطل شرقا على ساحل بحر الصين. تواجه «خبي» عبر امتداد سواحلها البحرية كل من اليابان وجمهورية كوريا الجنوبية. وتحوط المقاطعة جغرافيا مدينتي بكين وتيانجين، نتيجة لذلك ارتبطت بهما بعلاقات متينة، وبات التأثير الاقتصادي متبادل بين هذه المناطق.

## المدن
من أهم المدن الرئيسية في مقاطعة خبي: شيجياتشوانغ عاصمة المقاطعة، تشتهر بالمصانع الغزل والنسيج القطني وكذا صناعة الأدوية؛ تانغشان وهي عاصمة صناعة الخزف في شمال الصين؛ تشينهوانغداو المشهورة بالسياحة الساحلية، وهي إحدى المدن الساحلية المنفتحة الرئيسية، وبها ميناء هام لتصدير الفحم والبترول.
يوجد في خبي الكثير من الآثار والأطلال القديمة كما لا زالت مدنها تحتفظ بالعديد من المباني التاريخية القديمة. يقع فيها مصيف تشنغده ومنطقة بيدايخه ويعتبران من أهم المناطق السياحية في المقاطعة.

## الموارد
تعتبر خبي من كبرى المقاطعات الزراعية في البلاد، وإحدى القواعد الهامة للمنتجات المائية في شمال الصين، وتحتل المرتبة الأولى محليا من حيث إنتاج القمح والبقول والفول السوداني. تمتلك موارد معدنية غنية، احتياطي الحديد فيها هو ثاني أكبر الاحتياطيات في الصين كما أن يأتي احتياطي البترول في المركز الثالث.

## المواصلات
يعبر المقاطعة العديد من خطوط المواصلات الرئيسية، وتحتل مرتبة متقدمة في البلاد من حيث حجم البضائع التي تعبرها -بالسكك الحديدية والطرق البرية- وهي الأولى من حيث تشغيل الطرق السريعة. عدا النقل البري تتوفر «خبي» على العديد من المنشآت الخاصة بالنقل والشحن البحري، من بين الموانئ التي تعدها: ميناء تشينهوانغداو، دينغتانغ، تيانجين وهوانغهوا.

## الاقتصاد
تشكلت في المقاطعة صناعة الكيماويات وصناعة التعدين ومواد البناء والماكينات والأطعمة وغيرها من الصناعات الركائزية والصناعة الخفيفة والغزل والنسج وغير ذلك من القطاعات ذات التفوق التقليدي. وكمية إنتاجها من الزجاج المسطح والغزل والفولاذ والإسمنت في مقدمة البلاد. وتشهد السياحة والمعلومات والأعمال المصرفية والعقارات وغيرها من الخدمات بها تطورا سريعا.
وضعت الحكومة المركزية في بكين عددا من الخطط التنموية عبر البلاد، وتوجد بخبي ثلاث مناطق تنموية رئيسية:
- منطقة تشينهوانغداو للتنمية الاقتصادية والتكنولوجية
- منطقة شيجياتشوانغ لتنمية صناعات التكنولوجيا العالية والحديثة
- منطقة باودينغ لتنمية صناعات التكنولوجيا العالية والحديثة

وتشكل خبي مع كل من بلديتي بكين وتيانجين ما يعرف باسم منطقة جينغ- جين- جي الاقتصادية. وتستفيد خبي من الأموال والتكنولوجيا وغير ذلك مما تنتجه منطقتي بكين وتيانجين، فيما تزودهما بالبضائع والمواد والطاقة.